# Transfert de responsabilité
Le transfert de responsabilité est l'instant où un bien sous la responsabilité d'une organisation, ou d'une personne, devient sous la responsabilité d'une autre organisation ou d'une autre personne.
Dans le cas d'un « bien matériel » Ce transfert de responsabilité se traduit souvent par un "transfert de propriété" alors que lors du transfert d'un « bien immatériel », tel que la responsabilité sur un enfant ou sur un chien, par exemple, il est rarement formalisé.

## Transport
Dans le cas d'un transport ce 'transfert de responsabilité" va se produire a de nombreuses reprises mais sera plus complexe lors d'importation ou l'exportation :
- du fournisseur au transporteur,
- du transporteur au transitaire d’expédition,
- du transitaire de réception au transporteur,
- du transporteur au destinataire.

Dans le cas le plus simple. Dans le cas de transports internationaux de nombreux prestataires peuvent intervenir (selon les différents types de transports utilisés et le nombre de frontières traversées)

### Matérialisation du transfert
Lors du transfert d'un bien il est courant qu'un document accompagne ce transfert de responsabilité, sous forme d'un contrat ou de tout autre document écrit (par exemple un bon de livraison), mais il peut aussi se conclure par un accord "moral" ou une simple poignée de main.

### Fin du transfert
La fin du transfert de responsabilité se matérialise de la même manière que le transfert initiale avec dans le cas d'un contrat une signature du client, mais dans les autres cas de manière beaucoup moins formelle.

## Personne
Le transfert de responsabilité d'une personne (mineure ou pas) se fait généralement avec une « personne de confiance » et est souvent formalisé verbalement. Cependant, dans certains cas (hospitalisation, internement, etc.) des documents écrit sont signés pas les deux parties.

## Documents
Dans le cas de documents importants (lettre recommandée, colis, etc.) un accord écrit est signé par les deux parties, souvent sous forme d'un contrat.

## Logiciel
Lors de la réception d'un logiciel un transfert de responsabilité est effectué entre la société qui a développé le logiciel en fonction de spécifications précises et l’acheteur.